# Société des chemins de fer de Namur à Liège et de Mons à Manage avec leurs extensions
La Société des chemins de fer de Namur à Liège et de Mons à Manage avec leurs extensions est une compagnie ferroviaire belge du milieu du XIXe siècle, concessionnaire d'un chemin de fer de Mons à Manage ainsi que de la ligne reliant Namur à Liège. Son siège social se trouvait dans la gare de La Louvière-Centre.

## Histoire
À partir du 20 juin 1845, la société possède la concession pour construire et exploiter les actuelles lignes 118 et 116, mises en service en 1848-1849.
Le 26 août 1851, la société met en service la gare de Liège-Longdoz lorsqu'elle ouvre à l'exploitation, au nord de Liège, un tronçon de 2,1 km de l'embranchement du Val Benoît à la gare.
Le 28 juin 1854, elle remet à bail son exploitation à la compagnie, française, des Chemins de fer du Nord. Toutefois, l’État belge, soucieux de ne pas voir la ligne Mons - Manage tomber dans les mains du Nord français, obtient de la nationaliser le 1er août 1858. Les Chemins de fer du Nord créeront la Compagnie du Nord - Belge pour exploiter notamment la ligne de Namur à Liège, actuelles lignes 125 et 125A.

## Réseau
Les lignes concédées au Mons-Manage sont reprises comme suit dans le réseau SNCB puis Infrabel :
- ligne 118, de Mons à La Louvière-Centre
- ligne 116, de La Louvière-Centre à Manage
- ligne 183, de La Louvière à Piéton (fermée)
- ligne 125, de Namur à Liège-Guillemins, via Huy
- ligne 125A, de Flémalle-Haute à Angleur, alors prolongée vers Liège-Longdoz
- ligne 154, de Namur à Dinant et Givet (concession à titre éventuel)

## Gares

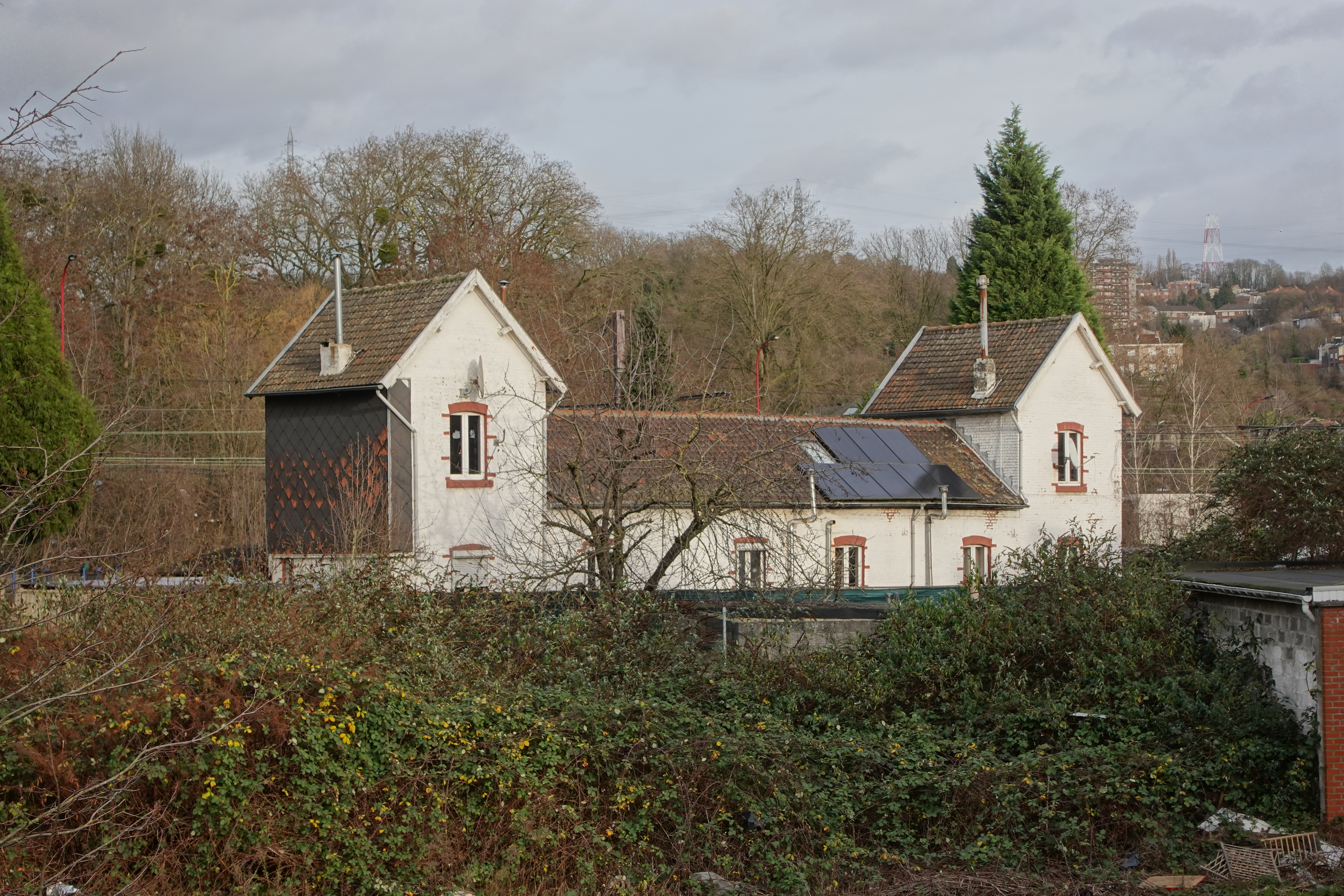
Le bâtiment d'origine de la gare de Tilleur en 2023.

La compagnie construit et exploite les gares intermédiaires des lignes de Namur à Liège, de Mons à Manage et des embranchements de Liège-Longdoz et Piéton. Son siège social est implanté dans la gare de La Louvière (Centre) dont le bâtiment de style néoclassique à trois pavillons séparés par des ailes basses a survécu jusqu'en 1965.
L’État belge et le Nord - Belge ont démoli le reste de ces constructions au cours du XIXe siècle, édifiant à la place des bâtiments plus vastes correspondant aux plans-types de ces deux compagnies. Celui de la gare de Tilleur a été épargné en raison du changement d'emplacement de la gare en 1880, entraînant un changement d'affectation ; de style fonctionnel, il s'agit d'une construction symétrique avec une aile de quatre travées encadrée par deux tours à pignons transversaux.